# 林世章
林世章（1517年—1581年），字尚闇，號瓊田，福建福州府長樂縣人，民籍，明朝政治人物。

## 生平
嘉靖三十七年（1558年）戊午科福建鄉試第八十九名舉人。嘉靖四十四年（1565年）中式乙丑科會試第八十六名，三甲第二百六十七名進士。兵部观政，本年八月授吉安府儒学教授，隆慶元年（1567年）九月升国子监博士，三年九月升南工部主事，五年正月升郎中，万历二年（1574年）八月养病，九年冬卒。

## 家族
曾祖林宗祐；祖父林洪；父林仲甫。前母鄭氏；前母鄭氏；陳氏。兄世和、世哲、世昭。子林裕阳（1562年-1623年），字永光，號懷瓊，官永宁知县。